# Lume (anatomia)

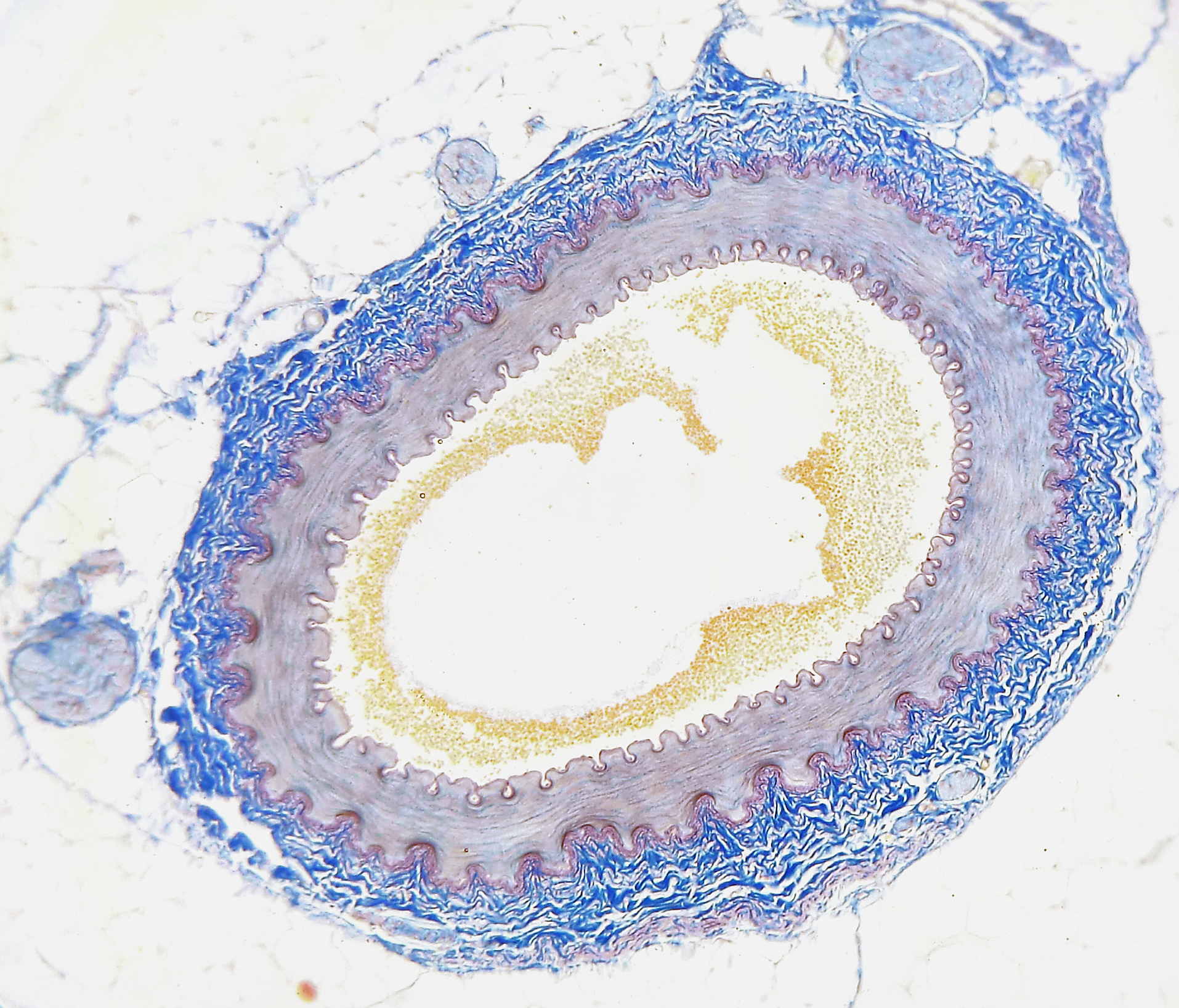
Sezione di un'arteria umana. In vivo il lume (la cavità centrale) è occupato dal sangue circolante.

Il lume (in latino lūmĕn, "luce, apertura") è una cavità anatomicamente delimitata dal complesso dei tessuti che costituiscono un organo detto appunto "cavo" e in cui possono essere presenti membrane sierose.

## Descrizione
Ne sono un esempio l'intestino (lume intestinale), lo stomaco (lume gastrico) o i vasi sanguigni (lume vascolare). Per estensione il termine viene altresì utilizzato per riferirsi al compartimento interno di una cellula (lume cellulare) o di un singolo organulo (ad esempio il lume del reticolo endoplasmatico).
In particolare, la presenza di compartimenti delimitati da membrana risolve molte problematiche rilevanti per la cellula. Nel lume di ogni organulo sono confinati specifici enzimi, substrati e ioni e avvengono reazioni a volte incompatibili o dannose per il resto della cellula.